# Parasemia laemmermanni
Parasemia laemmermanni är en fjärilsart som beskrevs av Charles Oberthür 1911. Parasemia laemmermanni ingår i släktet Parasemia och familjen björnspinnare. Inga underarter finns listade i Catalogue of Life.